# Nicholas Lea
Nicholas Lea (nascido Nicholas Christopher Herbert ; New Westminster 22 de junho de 1962) é um ator canadense conhecido por sua interpretação de Alex Krycek em Arquivo X e de Tom Foss em Kyle XY.

## Biografia e carreira
Lea nasceu em New Westminster, na Colúmbia Britânica. Ele frequentou a Prince of Wales Secondary School, onde se formou em 1980.
O primeiro papel importante de Lea foi na série de TV The Commish onde interpretou o oficial Enrico Caruso de 1991 a 1994. Foi nessa época que ele teve uma participação especial em um episódio da primeira temporada de Arquivo X chamado " Gender Bender ". Os produtores ficaram impressionados com sua performance e quando, na segunda temporada, ele fez o teste para o papel do agente traidor do FBI Alex Krycek, ao qual foi bem-sucedido.
Lea estrelou como convidado em onze episódios de 1994 a 1996 e se tornou uma personagem popular entre os fãs. Por causa da disposição de seu personagem em mudar de lado, ele era conhecido como o 'rato'. A partir episódio " Apocrypha" da terceira temporada, Lea deixa de interpretar o papel do personagem. Isso permitiu que ele assumisse um papel principal na série Once a Thief — que deu sequência ao filme de John Woo de 1996—ao lado de Ivan Sergei. A série foi cancelada após uma temporada. Lea continuou a interpretar Krycek, que se tornou um inimigo não apenas de Mulder e Scully, mas particularmente de AD Skinner (Mitch Pileggi).

Em 2006, Lea teve um papel em Kyle XY da ABC Family (26 episódios) interpretando Tom Foss, o tutor de Kyle, e foi um dos atores principais (interpretando Ethan McKaye) na série de TV canadense Whistler. Ele também foi produtor associado da série.
Ele foi ator convidado em programas como NYPD Blue, Andromeda, Burn Notice, Sliders, Highlander: The Series, Judging Amy, CSI e Men in Trees. Nicholas também participou como ator convidado no remake da série de ficção científica V, da ABC. Ele também é membro do conselho de diretores da Lyric School of Acting em Vancouver.
Lea apareceu no filme Guido Superstar: The Rise of Guido, produzido e dirigido por Silvio Pollio. O filme foi exibido no Festival Internacional de Cinema de Vancouver de 2010. Em 2012, ele interpretou Eliot Ness, que formou o grupo de aplicação da lei The Untouchables no episódio "Time after Time" de Supernatural. Também em 2012, Lea estrelou o filme The Philadelphia Experiment como Bill Gardner no papel principal. Lea teve um papel menor em Arrow como Mark Francis, que era o gerente de campanha de Moira Queen. Ele apareceu em três episódios.

## Filmografia

### Filme
| Ano  | Título                              | Papel                       | Notas |
| ---- | ----------------------------------- | --------------------------- | ----- |
| 1989 | American Boyfriends                 | Ron                         |       |
| 1990 | Xtro II: The Second Encounter       | Baines                      |       |
| 1993 | From Pig to Oblivion                |                             | Curta |
| 1994 | The Raffle                          | David Lake                  |       |
| 1995 | Bad Company                         | Jake                        |       |
| 2000 | Vertical Limit                      | Tom McLaren                 |       |
| 2001 | Lunch with Charles                  | Matthew                     |       |
| 2001 | The Impossible Elephant             | Steven Harris               |       |
| 2001 | A Shot in the Face                  | The Robber                  |       |
| 2002 | Ignition                            | Peter Scanlon               |       |
| 2003 | Threshold                           | Dr. Jerome 'Geronimo' Horne |       |
| 2003 | Moving Malcolm                      | Herbert                     |       |
| 2003 | See Grace Fly                       | Grace - male                | Voz   |
| 2005 | Chaos                               | Det. Vincent Durano         |       |
| 2007 | Butterfly on a Wheel                | Jerry Crane                 |       |
| 2007 | American Venus                      | Dougie                      |       |
| 2007 | Hastings Street                     | Charlie                     | Voz   |
| 2008 | Vice                                | Jenkins                     |       |
| 2008 | Crime                               | Varsity Coach               |       |
| 2008 | Mothers & Daughters                 | Dinner Party Guest Nicholas |       |
| 2009 | Dancing Trees                       | Detective Velez             |       |
| 2009 | Unspoken Rules                      | Narrator                    |       |
| 2009 | Excited                             | Skidder                     |       |
| 2010 | Guido Superstar: The Rise of Guido  | Mr. Other Guy               |       |
| 2012 | Crimes of Mike Recket               | Mike Recket                 |       |
| 2017 | Before I Fall                       | Dan Kingston                |       |
| 2018 | The Bletchley Circle: San Francisco | George Mason                |       |
| 2018 | The Lie                             | Detective Rodney Barnes     |       |

### Televisão
| Ano       | Título                                | Papel                            | Notas                                       |
| --------- | ------------------------------------- | -------------------------------- | ------------------------------------------- |
| 1991–1994 | The Commish                           | Ricky Caruso                     | 33 episódios                                |
| 1993      | Madison                               | Jack                             |                                             |
| 1993      | The Hat Squad                         | Brett Halsey                     |                                             |
| 1993      | North of 60                           | 2nd Lt. Lloyd Hillard            |                                             |
| 1994      | Robin's Hoods                         | Loren Faber                      |                                             |
| 1994–1996 | Highlander: The Series                | Cory Raines / Rodney Lange       | 2 episódios                                 |
| 1994–2002 | The X Files                           | Michel / Alex Krycek             | 24 episódios                                |
| 1995      | The Marshal                           | Ray Turner                       | Piloto                                      |
| 1995      | Jake and the Kid                      | Tony Edwards / Mack Smith        |                                             |
| 1995–1996 | Sliders                               | Ryan Simms                       | 2 episódios                                 |
| 1996      | Lonesome Dove: The Outlaw Years       | Tom Andrews                      |                                             |
| 1996      | Once a Thief                          | Victor Mansfield                 | Filme para TV                               |
| 1996      | The Burning Zone                      | Philip Padgett                   |                                             |
| 1996–1998 | Once a Thief                          | Victor Mansfield                 | Papel principal                             |
| 1997      | Once a Thief: Brother Against Brother | Victor Mansfield                 | Filme para TV                               |
| 1997      | Moloney                               | Anson Greene                     |                                             |
| 1997      | Their Second Chance                   | Roy                              | Filme para TV                               |
| 1998      | Once a Thief: Family Business         | Victor Mansfield                 | Filme para TV                               |
| 1998–1999 | The Outer Limits                      | Jacob Hardy / Mac 27             | 2 episódios                                 |
| 2000      | Kiss Tomorrow Goodbye                 | Dustin Yarma                     | Filme para TV                               |
| 2001      | Earth Angels                          | Maximillian                      | Filme para TV                               |
| 2002      | NYPD Blue                             | Frank Colohan                    | 3 episódios                                 |
| 2002      | The Investigation                     | Les Forsythe                     | Filme para TV                               |
| 2003–2004 | Andromeda                             | Tri-Lorn                         | 4 episódios                                 |
| 2004      | Judging Amy                           | Vincent Canello                  | 1 episódio                                  |
| 2004      | CSI: Crime Scene Investigation        | Chris Bezich                     | 4 episódios                                 |
| 2005      | Deadly Isolation                      | Patrick Carlson / Jeff Watkins   | Filme para TV                               |
| 2005      | Category 7: The End of the World      | Monty                            | Filme para TV                               |
| 2006      | Whistler                              | Ethan McKaye                     | 13 episódios                                |
| 2006–2009 | Kyle XY                               | Tom Foss                         | 26 episódios                                |
| 2007      | Drive                                 | Mr. Bright                       | Piloto                                      |
| 2007–2008 | Men in Trees                          | Eric                             | 10 episódios                                |
| 2009      | Burn Notice                           | Quinn Luna                       | 1 episódio                                  |
| 2009      | Without a Trace                       | Raymond Walsh                    | 1 episódio                                  |
| 2010      | CSI: Miami                            | Donald Newhouse                  | 1 episódio                                  |
| 2010–2011 | V                                     | Joe Evans                        | 5 episódios                                 |
| 2011      | Obsession                             | Sebastian Craig                  | Filme para TV                               |
| 2012      | Once Upon a Time                      | The Woodcutter / Michael Tillman | 1 episódio                                  |
| 2012      | The Philadelphia Experiment           | Bill Gardner                     | Filme para TV                               |
| 2012      | Supernatural                          | Eliot Ness                       | 1 episódio                                  |
| 2012–2013 | Continuum                             | Agent Gardiner                   | 8 episódios                                 |
| 2013      | King & Maxwell                        | Theo Bancroft                    | 1 episódio                                  |
| 2013      | The Killing                           | Dale Daniel Shannon              | 5 episódios                                 |
| 2014      | Arrow                                 | Mark Francis                     | 3 episódios                                 |
| 2015      | Unveiled                              | Bill                             | Filme para TV                               |
| 2019      | The Twilight Zone                     | Captain Donner                   | Episódio: "Nightmare at 30,000 Feet"        |
| 2019      | The InBetween                         | Jace Gray                        | Episódio: "While The Song Remains The Same" |
| 2020–2021 | The Stand                             | Norris                           | 5 episódios                                 |
| 2023      | The Fall of the House of Usher        | Judge John Neal                  | 4 episódios                                 |